# حسگر پارک

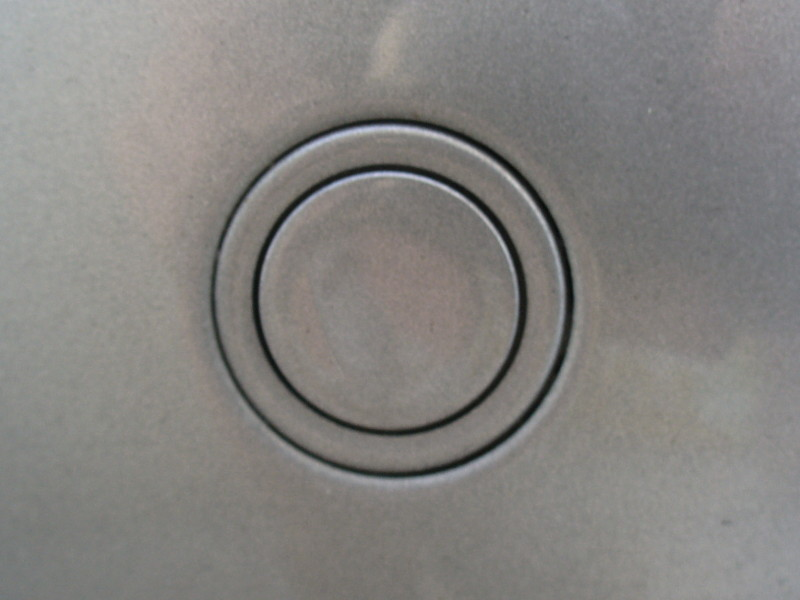
حسگر پارک

سنسورهای دنده عقب حسگرهایی هستند برای وسایل نقلیه جاده‌ای که می‌توانند راننده را از وجود موانع در پشت خودرو در هنگام حرکت به سمت عقب مطلع سازد. این به عنوان سیستم کنترل فاصله پارک نامیده می‌شود.
این سنسورها معمولاً به 2 دسته تقسیم می‌شوند:

## 1-سنسورهایالکترومغناطیس
این نوع با توجه به حرکت آرام و یک نواخت وسیله نقلیه به موانع عمل می‌کند. زمان تشخیص مانع اگر خودرو نسبت به مانع توقف کند سیستم اعلام هشدار را متوقف می‌سازد و در صورت ادامه حرکت دوباره اقدام به اعلام هشدار می‌نماید که بیشتر برای تشخیص مانع مورد استفاده قرار می‌گیرد. سنسورهای الکترو مغناطیس اغالبا جهت نصب نیاز به سوراخ کاری نداشته و در سطح داخلی سپر خودرو نصب می‌گردند.

## 2-سنسورهایاولترا سونیک
از این به بعد به توضیح در مورد سنسورهای اولتراسونیک(مافوق صوت می پردازیم).
این سنسورها در حال حاضر در بسیاری از کارخانه‌های خودروسازی تحت عنوان‌های پارکترونیک سنسور و دستیار پارک مورد استفاده قرار می‌گیرند. سیستم‌های مشابه این محصول برای نصب روی خودروهای فاقد پارک سنسور به عنوان تجهیزات اضافی در بازار موجود است.

## توضیحات

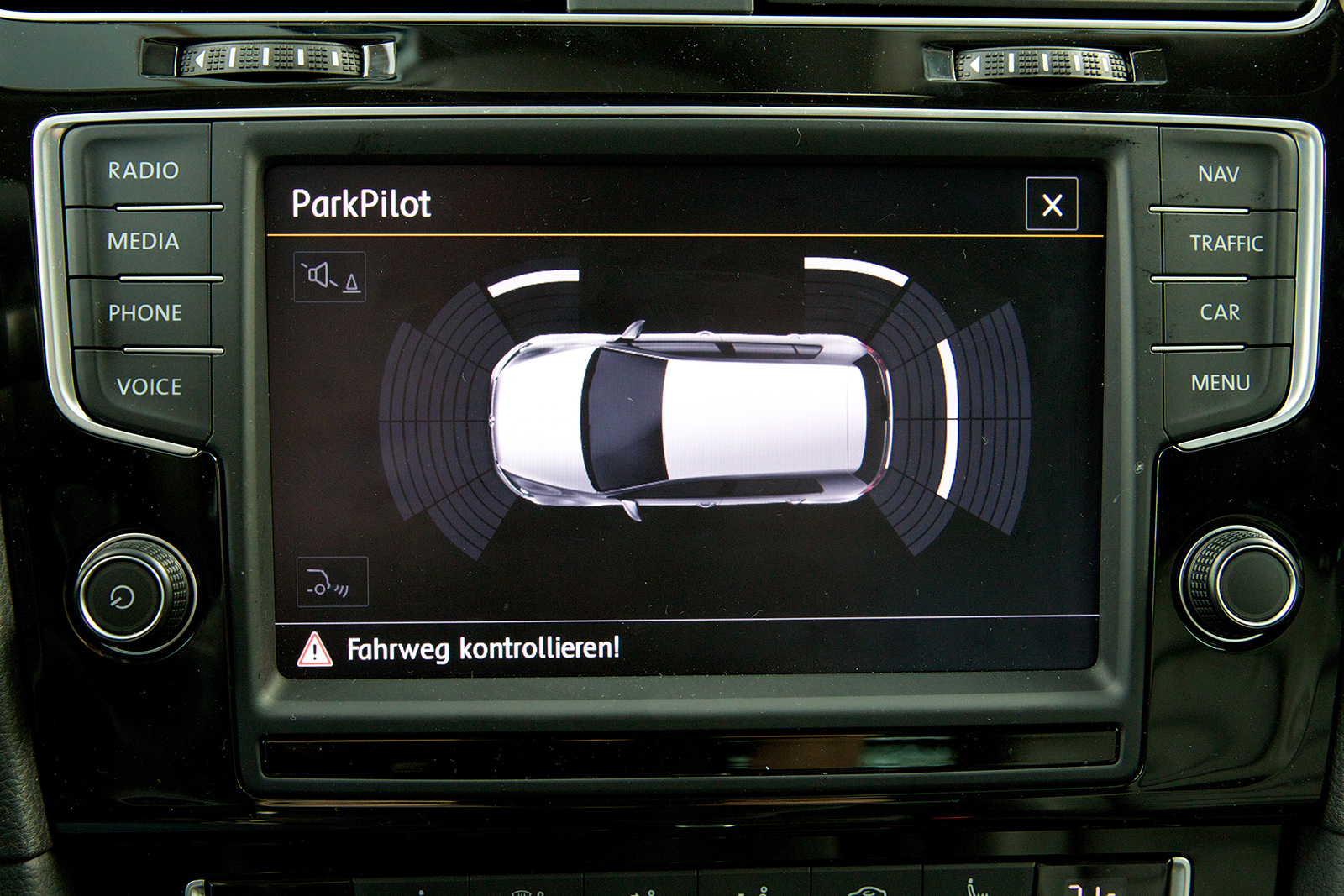
کمک پارکینگ

سنسورهای دنده عقب اولتراسونیک(ما فوق صوت) با استفاده از حسگرهای تشخیص فاصله که در سپرهای جلو یا عقب یا هر دو طرف خودرو نصب می‌شوند، فاصله خودرو را با اجسام نزدیک به آن مشخص می‌کنند. این حسگرها فاصله زمانی بین سیگنالهای ارسالی از خود را تا زمان بازگشت انعکاس آن اندازه‌گیری کرده و با توجه به سرعت خودرو و فاصله، راننده را به صورت صوتی یا تصویری یا هردو از خطرات احتمالی آگاه می سازد. این سنسورها معمولاً در سپر پشت خودرو نصب می‌شوند و گاهی اوقات از آن‌ها در سپر جلو نیز استفاده می‌شود. سنسورهای پشت با قرار دادن دنده در حالت دنده عقب فعال می‌شوند و با خارج شدن از آن غیر فعال می گردند. سنسورهای جلو برای جلوگیری از هشدارهای بی‌مورد در مکان‌های شلوغ و با حرکت کند ،معمولاً با فشار یک دکمه فعال شده و پس از رسیدن خودرو به سرعتی مشخص غیر فعال می گردند.

### هشدار صوتی
رایج‌ترین نوع اخطار صوتی به راننده صدای بیپ است که معمولاً آهنگ فاصله تکرار این بوق با نزدیکتر شدن به موانع سریعتر می گردد و در کمترین فاصله به بوق ممتد تبدیل می گردد که در این حالت راننده باید کامل توقف نماید.

### هشدار تصویری
برخی از سیستم ها به صورت تصویری یا تصویر به همراه بوق راننده را هنگام پارک یاری می‌کنند مانند مدل‌های دارای نمایشگر LED یا مدل‌های دارای نمایشگر LCD که فاصله و جهت موانع با نمادهای مختلفی در آن‌ها نمایش داده می‌شود.

## نکات
از آنجا که این سیستم‌ها مبتنی بر انعکاس امواج صوتی هستند ممکن است در تشخیص اجسامی که دارای سطحی صاف نبوده یا به اندازه کافی بزرگ نباشند مانند اجسام باریک یا اجسام باریک اما بزرگ از لحاظ طول افقی، دچار مشکل شوند. 
سنسورهای دنده عقب معمولاً در برخورد با اجسام یا قرارگیری تحت شرایط مختلف پس از چند سال کارایی خود را از دست می دهند و باید تعویض شوند. اکثر سیستم‌ها دارای قابلیت آزمایش اتوماتیک خود هستند و در صورت خرابی به راننده هشدار می دهند که جهت تشخیص موانع و حرکت به عقب به سنسورها تکیه نکند. این هشدار معمولاً به صورت هشدار مداوم به محض استفاده از دنده عقب است.
جایگزینی سنسورهای خراب در خودروها متفاوت است. تعویض سنسور در برخی خودروها نیازمند بازکردن سپر یا رنگ کردن سنسورهای با افشانه به منظور هم رنگ شدن با رنگ سپر است. در برخی از خودروها سنسورها روی یک زه با رنگ مشکی یا سفید برای راحتی در جایگزینی نصب می‌شوند.
با وجود اینکه سنسورهای اولتراسونیک با امواج مافوق صوت کار می‌کنند و این اصوات توسط انسان قابل شنیدن نیستند اما برای امتحان کردن آن‌ها می‌توان هنگامی که موتور خاموش است سوییچ خودرو را در حالت روشن و دنده را در حالت عقب قرار داد و با چسباندن گوش به صدای آن گوش داد. از سنسور سالم به صورت متوالی صدای تیک تیک به گوش می رسد. در صورت عدم تولید این صدا یا صدای ضعیف تر نسبت به سایر سنسورها احتمال خرابی سنسور مورد نظر زیاد است.